# Вибрак (Шаранта)
Вибра́к (фр. Vibrac) — коммуна во Франции, находится в регионе Пуату — Шаранта. Департамент — Шаранта. Входит в состав кантона Шатонёф-сюр-Шарант. Округ коммуны — Коньяк.
Код INSEE коммуны — 16402.

## География
Коммуна расположена приблизительно в 410 км к юго-западу от Парижа, в 110 км южнее Пуатье, в 18 км к западу от Ангулема.
Вдоль южной границы коммуны протекает река Шаранта.

## Население
Население коммуны на 2008 год составляло 303 человека.
| 1962 | 1968 | 1975 | 1982 | 1990 | 1999 | 2008 |
| ---- | ---- | ---- | ---- | ---- | ---- | ---- |
| 225  | 246  | 266  | 232  | 223  | 243  | 303  |

## Экономика
Основу экономики составляет сельское хозяйство.
В 2007 году среди 195 человек в трудоспособном возрасте (15—64 лет) 153 были экономически активными, 42 — неактивными (показатель активности — 78,5 %, в 1999 году было 73,0 %). Из 153 активных работали 145 человек (84 мужчины и 61 женщина), безработных было 8 (2 мужчины и 6 женщин). Среди 42 неактивных 11 человек были учениками или студентами, 23 — пенсионерами, 8 были неактивными по другим причинам.

## Достопримечательности
- Приходская церковь Сен-Пьер (XII век)
- Часовня Нотр-Дам, была разрушена после революции
- Замок Вибрак[фр.] (XV век)

## Фотогалерея

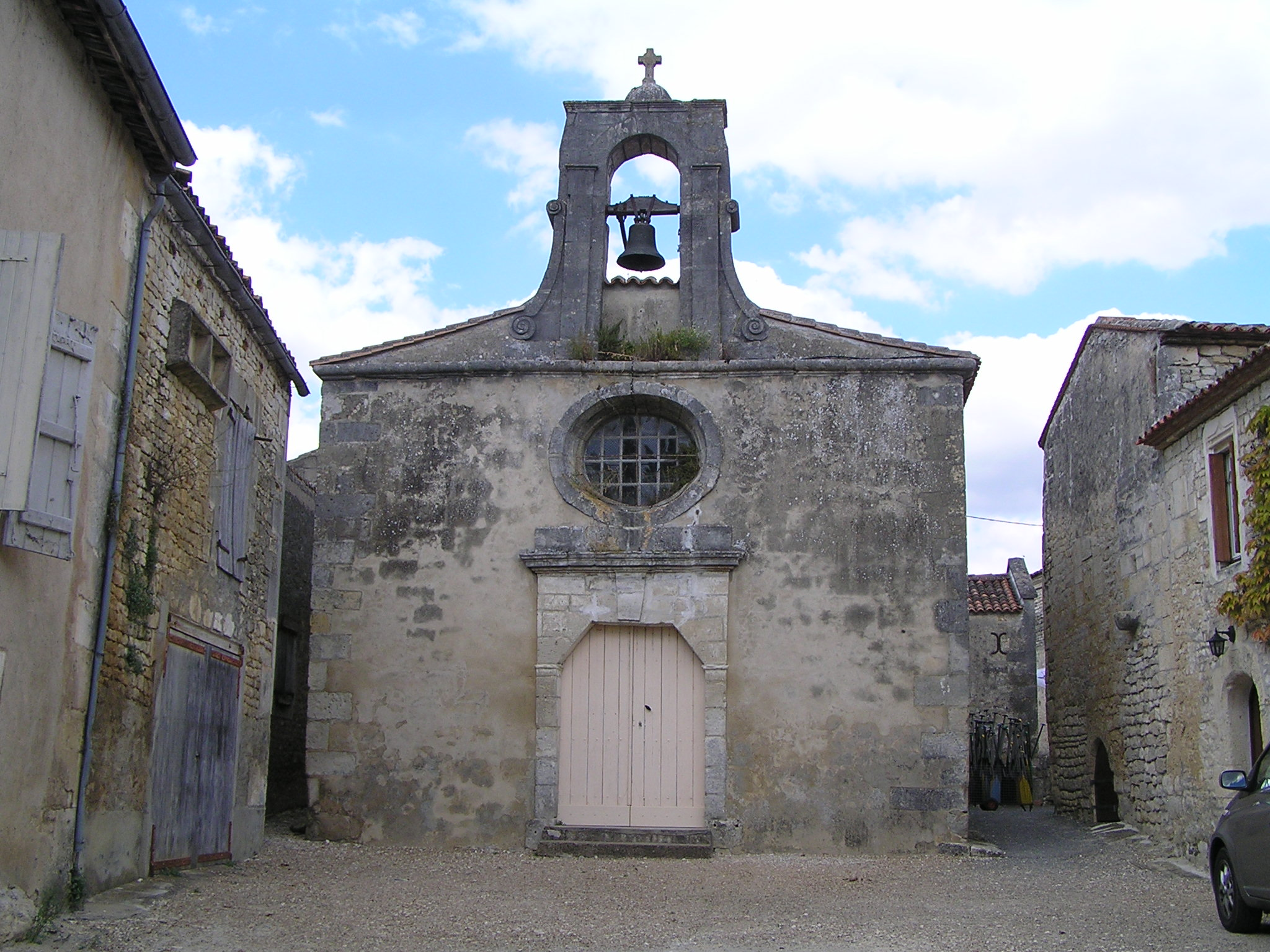
Церковь Сен-Пьер
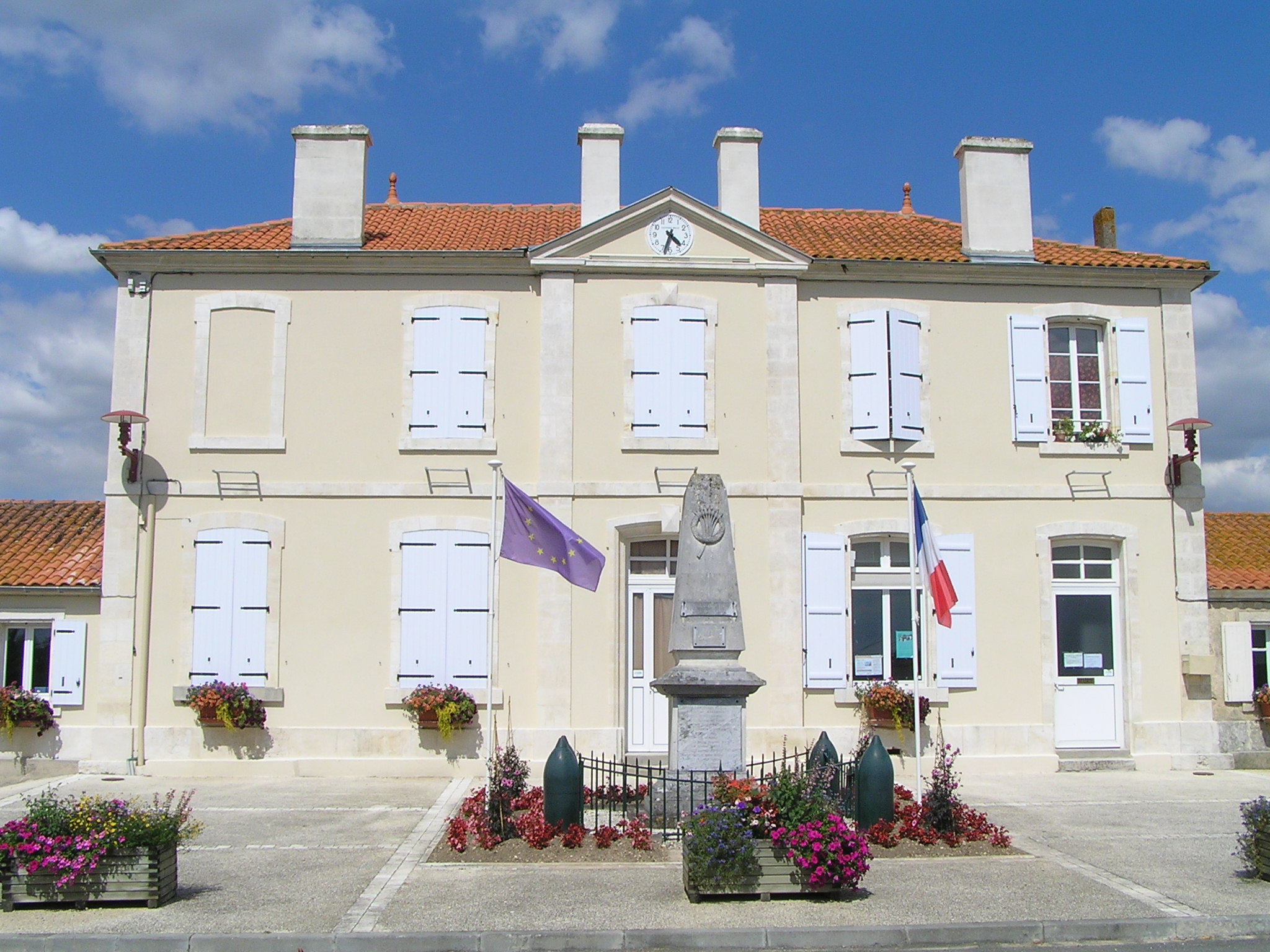
Мэрия и военный мемориал
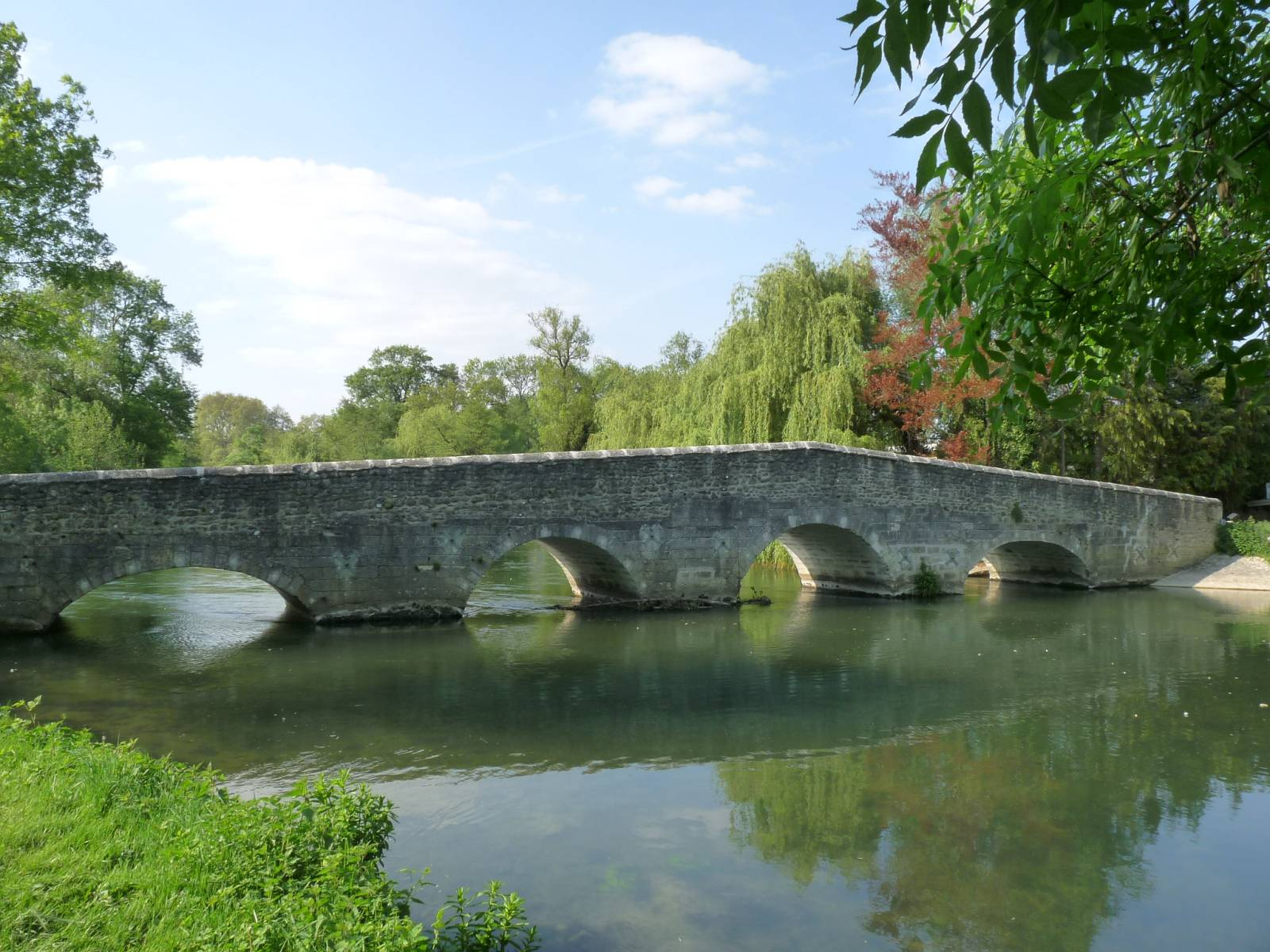
Мост через реку Шаранта
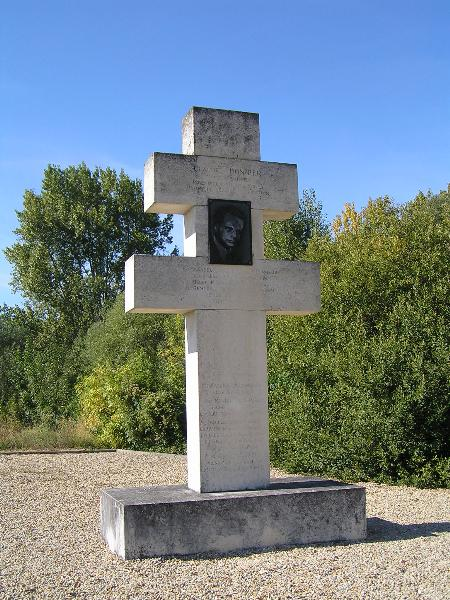
Памятник члену Движения Сопротивления Клоду Бонье[фр.]